# Oxyolena mucronata
Oxyolena mucronata är en insektsart som beskrevs av Karsch 1893. Oxyolena mucronata ingår i släktet Oxyolena och familjen gräshoppor. Inga underarter finns listade i Catalogue of Life.

## Bildgalleri

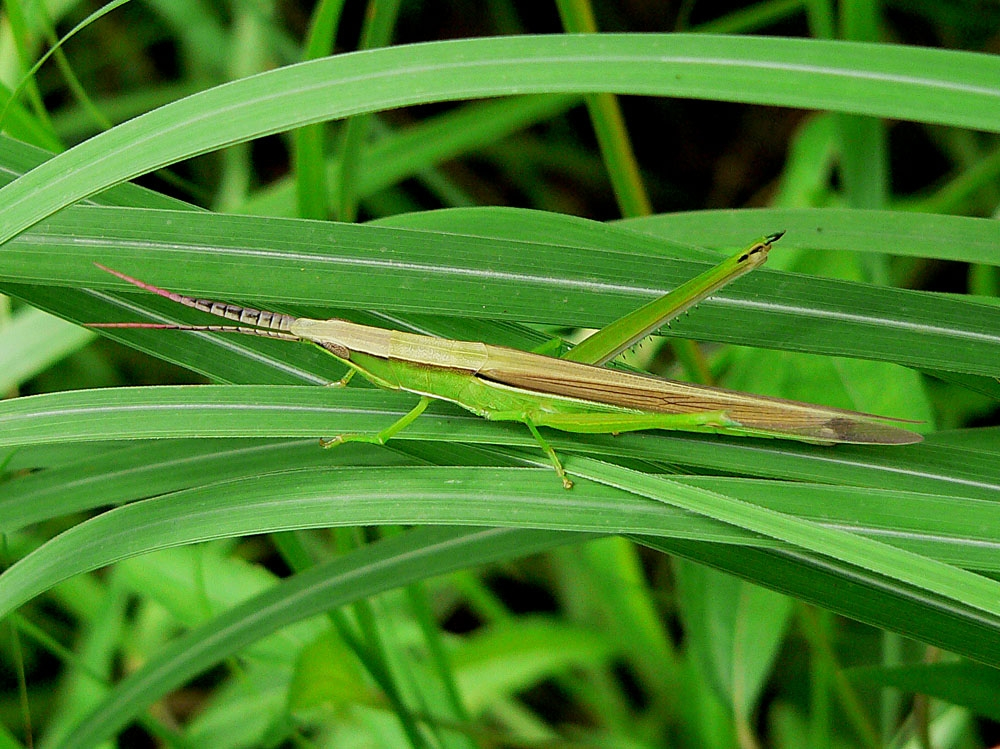